# Canal 5 TV-CE (Guatemala)
El canal 5 de Guatemala fue un canal de televisión abierta guatemalteco, que fue lanzado el 1 de agosto de 1979. Era propiedad del Gobierno y se encontraba operado por el Ministerio de la Defensa Nacional a cargo del Ejército de Guatemala. La administración de Canal 5 fue entregada al Ejército según la Ley de Radiocomunicaciones de 1979.
En 1996 durante el “Acuerdo de Paz” entre la guerrilla y el Estado, se propone que el canal 5 pase a ser administrado por la sociedad civil (la Academia de Lenguas Mayas).
El canal fue cerrado el 29 de febrero del 2000 por falta de financiación.